# Vanth

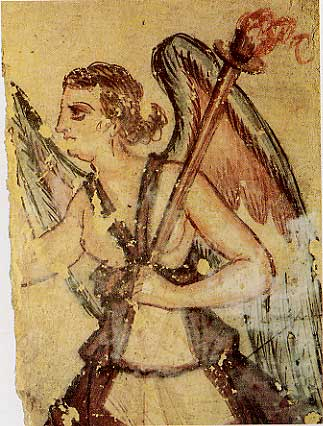
Freska z hrobu Aninů v Tarquinii

Vanth je postava etruského mytického podsvětí, zobrazovanou v různých formách pohřebního umění jako například na hrobových obrazech a na sarkofázích. Někdy se uvádí, že jde o bohyni smrti.

## Popis
Vanth často doprovází další démoni jako Charun. Bývají spolu vyobrazeni pouze v ikonografii z počátku 4. století př. n. l., ačkoli její jméno zmiňují i některé dřívější nápisy. Je velmi často zobrazována okřídlená, a přestože nemá žádný přímý protějšek v řecké mytologii, bývá srovnávána s řeckými Erínyemi. Přirovnání není odpovídající, protože v etruské ikonografie je téměř vždy zobrazována jako přívětivý průvodce, a nikoliv jako duch pomsty, což Fúrie jsou. Jejími dalšími atributy jsou klíč, svitek nebo pochodeň, kterou drží. Bývá oblečena do vykasaného krátkého chitónu, někdy bez rukávů, mívá odhalenou hruď s popruhy přes prsa a na nohou kožešinové boty Uvádí se, že jde o lovecké oblečení.

## Nálezy
Vanth se v etruském umění objevuje v různých scénách; nejběžnější jsou porážky a vraždy. Na urně popelem z Chiusi je vidět, jak se zvedá ze země, na stěnách jiných uren je znázorněna jako osamělá postava. V roli psychopompa bývá přítomna při setkání a doprovodu mrtvých, kteří jdou pěšky nebo jsou přepravováni vozem, či na koni. Vesměs je Vanth spojena se smrtí a cestou zemřelého do podsvětí, a to rozličným způsobem; je přítomna v okamžiku smrti i tehdy, kdy již zesnulý putuje do podsvětí. Je líčena jako postava laskavého psychopompa na rozdíl od hrozivého Charuna, jejího občasného společníka.

## Atributy
Atributy, které Vanth nosí, zahrnují pochodeň, klíč, svitek nebo meč, také souvisí s její roli průvodce v podsvětí. Pochodeň může sloužit k osvětlení cesty poutníka do podsvětí, i když ji někteří vědci interpretují jako symbol společenského postavení nebo jako znak úřadu, a klíč otevírá dveře k němu. Navíc svitek může odhalit o podstatě tohoto démona více, protože v jednom případě je na něm napsáno její jméno jako Vanθ. Vanth byla vykládána jako bohyně osudu a díky této asociaci mohl svitek obsahovat osud zemřelého. Nicméně celkově je Vanth líčena jako mladá a živá ženská postava z podsvětí, někdy se vyskytuje ve společnosti stejných bytostí a někdy s Charunem; je postavou, která pomáhá s cestou zemřelého do podsvětí.